# Nerea Iráculis
Nerea Iráculis Arregui (Amorebieta-Echano, Vizcaya, 17 de diciembre de 1968) es una jurista, mercantilista y profesora universitaria española.
Actualmente es profesora titular de Derecho mercantil en la Universidad del País Vasco.

## Biografía
Se licenció en Derecho en la Universidad de Deusto en 1991. Se doctoró en la Universidad del País Vasco en 2008 con la tesis “La publicidad de medicamentos de uso humano” dirigida por Alberto Emparanza Sobejano.
Ejerció como abogada mercantilista durante unos años. En 1993 comenzó como profesora universitaria de Derecho mercantil en la Universidad del País Vasco. Como docente, ha sido responsable y coordinadora de las asignaturas de Derecho de la publicidad o Derecho mercantil, así como de la asignatura práctica mercantil. Actualmente es profesora titular de Derecho mercantil en la Universidad del País Vasco.
Es experta en Derecho mercantil, Derecho de sociedad o de empresa, Derecho de la competencia y Derecho del transporte.

## Publicaciones

### Libros
- 2024, Lecciones de Derecho de la Insolvencia, Universidad del País Vasco[7]
- 2020, Lecciones de Derecho de sociedades, Universidad del País Vasco[8][9]
- 2013, Conflictos de interés del socio: cese del administrador nombrado por accionista competidor, Marcial Pons[10][11]
- 2012, La reforma del Derecho de la publicidad y la competencia desleal, Universidad Vasca de Verano[12]
- 2011, Los títulos valores: letra de cambio, cheque y pagaré, Universidad del País Vasco[13]
- 2009, La publicidad de los medicamentos, La Ley[14][15]
- 2007, El régimen jurídico unificado de la comisión mercantil y el mandato en el Derecho de obligaciones y contratos, Dykinson[16][17]
- 2006, Lecciones de Derecho de la publicidad, Universidad del País Vasco[18]

### Artículos doctrinales (selección)
- 2020, "Alcance de la supresión o modificación estatutaria del derecho de separación por falta de distribución de beneficios como dividendo y reconocimiento del derecho de separación a favor del socio discrepante", Revista de Derecho de Sociedades.
- 2019, "Acuerdos sobre operaciones con partes vinculadas: formulación del conflicto "relevante" en la prohibición de voto en la sociedad filial del administrador designado por la matriz", Revista de Derecho de Sociedades.
- 2019, "La remuneración del consejero ejecutivo: una lectura integradora de los artículos 217 y 249 de la Ley de Sociedades de Capital", Revista de Derecho Mercantil.